# Malibu (Miley Cyrus)
Malibu is een single van de Amerikaanse zangeres Miley Cyrus uitgebracht in 2017. Het is de eerste single afkomstig van haar nieuwe album, Younger Now, dat is uitgebracht op 29 september 2017.